# Anthurium gymnopus
Anthurium gymnopus är en kallaväxtart som beskrevs av August Heinrich Rudolf Grisebach. Anthurium gymnopus ingår i släktet Anthurium och familjen kallaväxter. Inga underarter finns listade.